# Foske Tamar van der Wal
Foske Tamar van der Wal (Bedum, 13 oktober 1986) is een Nederlandse oud-langebaanschaatsster en -marathonschaatsster.

## Biografie
Van der Wal werd in 2002 bij het NK Shorttrack in 2002 kampioene bij de junioren C. In 2006 werd ze met haar negentien jaar de jongste winnares van het marathonschaatsen. Vanaf het seizoen 2006/2007 maakte zij deel uit van het KNSB Opleidingsteam en vanaf seizoen 2008/2009 kwam zij uit voor de Hofmeier-formatie. Echter, na dag een van de landelijke selectiewedstrijden voor het NK Afstanden 2008 liet ze weten per direct te stoppen met langebaanschaatsen. Ze had in augustus nog voor twee jaar een contract getekend.
Per seizoen 2010-2011 maakte Van der Wal haar comeback in de marathonschaatsploeg Van der Wiel. Op 30 oktober 2010 pakte ze meteen al de winst op de tweede Marathon Cup. Daarna won ze op 29 november 2010 in Noordlaren de eerste marathonwedstrijd op natuurijs. Op 23 december 2010 wordt ze op de Belterwiede bij Wanneperveen Nederlands Kampioen marathonschaatsen op natuurijs door in de sprint Reitsma en 't Hart, beide rijdend voor de MK formatie, te verslaan. Op 1 februari 2012 won Van der Wal het Open NK marathon op natuurijs op de Weissensee. Op 4 maart 2012 werd ze derde achter collega-marathonrijdster Mariska Huisman en veterane Claudia Pechstein tijdens de wereldbekerwedstrijden in Thialf op het nieuwe onderdeel massastart.
Op 10 januari 2015 kondigde Van der Wal aan, aan het einde van het seizoen te zullen stoppen met topsport.

## Persoonlijke records
| Afstand    | Tijd    | Datum            | Baan       |
| ---------- | ------- | ---------------- | ---------- |
| 500 meter  | 41,14   | 4 maart 2006     | Berlijn    |
| 1000 meter | 1.21,22 | 19 december 2005 | Heerenveen |
| 1500 meter | 2.00,42 | 27 december 2005 | Heerenveen |
| 3000 meter | 4.11,10 | 28 december 2005 | Heerenveen |
| 5000 meter | 7.18,41 | 30 december 2005 | Heerenveen |

## Resultaten
| jaar | NK Afstanden                 | NK Allround | WK Junioren         | NK marathon op kunstijs | KNSB Cup |
| ---- | ---------------------------- | ----------- | ------------------- | ----------------------- | -------- |
| 2006 | 8e 1500m 6e 3000m 10e 5000m  | 7e          | 13e · achtervolging | Goud                    | 6e       |
| 2007 | 20e 1000m 20e 3000m          |             |                     | 7e                      | 17e      |
| 2008 | 16e 1500m 14e 3000m 8e 5000m | 12e         |                     | -                       |          |
| 2011 |                              |             |                     | Zilver                  |          |
| 2012 |                              |             |                     | Brons                   |          |
| 2013 |                              |             |                     | Zilver                  |          |
| 2014 |                              |             |                     | Goud                    |          |
| 2015 |                              |             |                     | Brons                   |          |

### Medaillespiegel
| Kampioenschap          | goud | zilver | brons |
| ---------------------- | ---- | ------ | ----- |
| NK Afstanden           | 0    | 0      | 0     |
| NK Allround            | 0    | 0      | 0     |
| WK Junioren            | 1    | 0      | 0     |
| NK Marathon (kunstijs) | 2    | 2      | 1     |

## Marathon top 3 uitslagen
2006
- 1e Essent Cup 13
- Essent Nederlandse Kampioenschappen   Den Haag
- Essent Cup 9 Groningen
- Essent Cup 3 Den Haag
- Essent Cup 2 Breda

2007
- Essent Cup 9 Amsterdam
- Essent Cup 1 Utrecht

2009
- 2e KNSB Marathon Cup 11 Heerenveen

2011
- 2e KPN Marathon Cup 1 Amsterdam
- KPN Marathon Cup 2 Heerenveen
- 2e KPN Marathon Cup 3 Utrecht
- 2e KPN Marathon Cup 4 Den Haag
- KPN Marathon Cup 5 Hoorn
- 2e KPN Marathon Cup 6 Eindhoven
- Marathon Noordlaren
- 3e Marathon Veenoord
- 3e KPN Marathon Cup 7 Enschede
- 2e KPN Marathon Cup 8 Breda
- KPN Marathon Cup 10 Amsterdam
- 3e Marathon Gramsbergen
- Nederlands Kampioenschappen op Natuurijs     Belterweide
- 2e KPN Nederlands Kampioenschappen  Utrecht
- 3e De 100 van Eernewoude
- 3e KPN Marathon cup 13 Amsterdam
- KPN Marathon Cup 14 Biddinghuizen
- 3e  KPN Marathon 15 Alkmaar
- 3e  KPN Marathon 17 Groningen

2012
- 3e Essent ISU World Cup Heerenveen
- Schaatsmarathon Appingedam
- Veluwemeertocht Elburg
- De Ronde van Skasterlân
- Ronde van Duurswold Steendam
- KPN Open Nederlands Kampioenschap  Weissensee
- 3e Aart Koopmans Memorial Weissensee
- KPN Marathon Cup Finale Groningen
- 3e Flevonice Bokaal Biddinghuizen
- KPN Marathon Cup 14 Deventer
- KPN Marathon Cup 13 Hoorn
- KPN Marathon Cup 12 Alkmaar
- Finale Superprestige Biddinhuizen
- KPN Marathon Cup 11 Enschede
- Kwalificatie World Cup Mass-start
- 3e KPN Nederlandse Kampioenschappen
- KPN Marathon Cup 10 Breda
- 1e etappe Superprestige Biddinghuizen
- KPN Marathon Cup 9 Amsterdam
- 2e  KPN Marathon Cup 8 Assen
- KPN Marathon Cup 7 Tilburg
- Kwintus Nova Trophy Dronten
- KPN Marathon Cup 6 Hoorn
- 2e KPN Marathon Cup 5 Den Haag
- KPN Marathon Cup 4 Eindhoven
- KPN Marathon Cup 2 Heerenveen
- KPN Marathon Cup 1 Amsterdam

2013
- Afvalkoers Dronten
- 3e Puntenkoers Dronten
- Ronde van Skasterlân
- 2e Nederlandse Kampioenschappen
- 3e KPN Marathon Cup Finale Amsterdam
- 3e Marathon Gramsbergen
- 3e Marathon Haaksbergen
- 3e Marathon Noordlaren
- 2e  KPN Marathon Cup 11 Hoorn
- 3e KPN Marathon Cup 9 Groningen
- KPN Marathon Cup 8 Assen
- 3e Kwintus Nova Trophy Dronten
- KPN Marathon Cup 6 Haarlem
- KPN Marathon Cup 4 Den Haag
- 2e KPN Marathon Cup 3 Deventer
- 3e KPN Marathon Cup 2 Utrecht
- 3e KPN Marathon Cup 1 Amsterdam

2014
- 3e KPN Open Nederlandse Kampioenschap Weissensee
- 3e KPN Marathon Cup 13 Groningen
- KPN Nederlands Kampioenschap  Dronten
- 2e KPN Marathon Cup 9 Assen
- 2e Openingsmarathon Flevonice Biddinghuizen
- 3e Kwintus Nova Trophy Dronten
- 3e KPN Marathon Cup 6 Haarlem
- 3e KPN Marathon Cup 4 Utrecht
- 3e KPN Marathon Cup 3 Deventer
- 2e KPN Marathon Cup 2 Heerenveen
- 2e KPN Marathon Cup 1 Amsterdam

2015
- 2e Grand Prix 4 Falun
- 2e KPN Open Nederlandse Kampioenschap Weissensee
- 2e KPN Marathon Cup 14 Heerenveen
- 3e KPN Nederlands Kampioenschap Marathon Senioren Groningen
- 3e KPN Marathon Cup 11 Groningen
- 3e KPN Marathon Cup 9 Breda
- KPN Marathon Cup 8 Tilburg
- KPN Marathon Cup 5 Haarlem